# Oost-Godavari
Oost-Godavari is een district in de Indiase staat Andhra Pradesh. De hoofdstad is Rajamahendravaram en het district had 1.832.332 inwoners bij de census van 2011. De geletterdheid bedroeg 71,35% in 2011. 

## Bestuurlijke indeling
Oost-Godavari is onderverdeeld in 19 mandals.